# Julien-Claude-Marie-Sosthène Dufieux
Julien-Claude-Marie-Sosthène Dufieux, francoski general, * 1873, † 1959.